# Kepler-549b
Kepler-549b és un planeta extrasolar que forma part d'un sistema planetari format per almenys dos planetes. Orbita l'estel denominat Kepler-549. Va ser descobert l'any 2016 per la sonda Kepler per mitjà de trànsit astronòmic.